# Jaroslav Dudek
Jaroslav Dudek (Trutnov, 17 gennaio 1932 – Praga, 31 agosto 2000) è stato un regista cecoslovacco.

## Biografia
Diplomatosi in regia presso il DAMU di Praga nel 1954, Dudek fu attivo inizialmente come regista teatrale presso il teatro S. K. Neumann (oggi: teatro pod Palmovkou) della capitale ceca; in seguito passò al teatro Vinohrady, del quale rimase membro fino al 1992.
Dalla sua prima moglie, la drammaturga televisiva Jana Dudková, ha avuto due figlie. Durante il suo ingaggio al teatro S. K. Neumann ha conosciuto l'attrice Jana Štěpánková, diventata la sua seconda moglie.   

## Regia teatrale (parziale)
- Aristokrati (Аристократы), di Nikokaj Pogodin (Teatro S. K. Neumann, Praga, 1961)[4].
- La guerra delle salamandre (Válka s mloky) di Karel Čapek, drammatizzazione di Pavel Kohout (teatro Vinohrady, 1963)
- Aktovky, di Ivan Krylov, M. Saltykov-Ščedrin, N. A. Nekrasov
- Il castello (ceco: Zámek), di Franz Kafka
- August August, august di Pavel Kohout (1966)
- Skřivánek (L'Alouette), di Jean Anouilh
- Král Jan (König Johann) di Friedrich Dürrenmatt
- Vojnarka, di Alois Jirásek (Teatro S. K. Neumann, Praga, 1973-75)[5].
- Ivanov, di Anton Čechov
- L'avaro (ceco: Lakomec), di Molière
- Vivat! Vivat Regina! (ceco: Ať žije královna) di Robert Bolt
- Amleto, di Shakespeare
- Jmeniny di Ákos Kertész
- Sviť, sviť má hvězdo (Гори гори моя звезда)
- Riccardo III, di Shakespeare
- Delitto e castigo, di Fëdor Dostoevskij
- Cyrano de Bergerac, di Edmond Rostand
- Den delší než století, di Čingiz Ajtmatov
- Il maestro e Margherita, di Michail Bulgakov
- The matchmaker (ceco: Dohazovačka), di Thornton Wilder
- Jak snadné je vládnout, di Oldřich Daněk
- Giochi di gatti (Macskajáték; ceco: Kočičí hra), di István Örkény
- Král Colas, di Pavel Kohout (da Romain Rolland)

## Regia televisiva (parziale)
- Rodina Bláhova, serie TV (1959)
- Jak chodí babičky spát (1968)
- Dívka a smrt (1968)
- Kaviár jen pro přátele (1969)
- Vyloženě rodinná historie (1969)
- Obžalovaná (1969)
- Alexandr Dumas starší (TV seriál) (1970)
- Věc Makropulos, co-regia con Karel Pokorný (1970)
- Bakaláři, serie TV (anni '70 e '80)
- Taková normální rodinka, serie TV (1971)
- Lev je v ulicích (1972)
- Stokoruna (1974)
- Nádraží (1974)
- Žena za pultem, serie TV (1977)
- Nemocnice na kraji města, serie TV (1977)
- Nebožtíci na bále (1979)
- Plechová kavalerie, serie TV (1979)
- Zločin na poště (1980)
- Panenka (1980)
- Zločin na poště (1980)
- Pes (1980)
- Začalo to karafiátem (1981)
- Když si náš dědeček babičku bral (1982)

- Síť na bludičku (1983)
- Bambinot, serie TV (1984)
- Synové a dcery Jakuba skláře, serie TV (1985)
- Malý pitaval z velkého města, serie TV (1986)
- Fanynka (1987)
- Viktor Veliký, serie TV (1988)
- Mistr Kornelius (1988)
- Případ pro zvláštní skupinu, serie TV (1989)
- U nás doma, serie TV (1989)
- Pán plamínků (1990)
- Honorární konzul 1/2 (1991)
- Hodina obrany (1991)
- Romeo a Julie (1991)
- Zpověď dona Juana (1991)
- Skládačka (1991)
- Hřbitov pro cizince (1991)
- Nositel neštěstí (1992)
- Vikingové z Bronských vršků (1993)
- Nevěstinec duší (1993)
- Aneta, serie TV (1995)
- Hospoda, serie TV (1996)
- Silvestr s dědou (1997)
- Atentát na ministra financí (1998)